# Joaquima Barceló i Pagès
Joaquima Maria Mercè Barceló i Pagès, en religió Consol Barceló (Sarrià, Barcelonès, avui Barcelona, 24 de juliol de 1857 - Manila, Filipines, 4 d'agost de 1940) i Rita Barceló i Pagès (Sarrià, 1843 - Barcelona, 1904) foren dues religioses d'una congregació de la família augustiniana, missioneres a les Filipines i fundadores de la congregació de les Germanes Augustinianes de la Mare de Déu de la Consolació. La primera ha estat proclamada serventa de Déu per l'Església catòlica.

## Biografia
Rita i Joaquima Barceló van néixer a Sarrià, llavors municipi independent, en 1843 i 1857, respectivament; eren dues dels cinc fills de Salvador Barceló i Maria Pagès. Les dues van entrar al Beateri de Mantelates de Sant Agustí de Barcelona (al carrer de l'Hospital, 23; Joaquima hi entrà en 1883) i, encara postulant, va poder unir-se a un grup de germanes que anava a la missió de l'orfenat de Mandaluyong, a les Filipines, llavors colònia espanyola i on, poc abans (el 6 d'abril), ja hi havia anat la seva germana Rita Barceló, de la mateixa congregació. L'any anterior, una epidèmia de còlera havia afectat la regió i calia personal per tenir cura dels nens que havien quedat orfes.
Per afrontar aquesta tasca, Rita i Joaquima van fundar una congregació religiosa a la qual donaren el nom de Congregació de les Germanes Agustines de la Mare de Déu de la Consolació, vinculada a l'Orde de Sant Agustí i que havia de dedicar-se a l'educació i la cura de nens.
El 24 de desembre de 1884, Joaquima Barceló va fer la professió dels vots solemnes i prengué el nom de Consol. Cap al 1888, però, la major part de les germanes agustines tornaran a Barcelona per causes de salut, i només quedaren a l'orfenat Rita i Consol, amb altres germanes nascudes a les Filipines. La revolució de 1896 i la Guerra de les Filipines de 1898 va portar a que les dues germanes espanyoles i les filipines se separessin; Rita i Consol havien de tornar a Espanya i marxaren el 13 de març de 1899, essent readmeses al beateri barceloní. Mentrestant, les deu germanes filipines, tot i l'ordre de dissolució, es van mantenir unides i continuaren mantenint la congregació.
Les germanes filipines, però, van demanar que tornessin a l'orfenat i el director espiritual de la germana Barceló, Bernabé Jiménez, li ho recomanà. Consol, que era llavors superiora del beateri, va demanar permís per a tornar a les Filipines i l'obtingué, arribant a Manila el juliol de 1904. Rita, que volia tornar a les illes, havia mort a Barcelona el mateix 1904. Joaquima va reprendre la seva tasca i el 1915 fou elegida superior de la congregació i, successivament, cada sis anys, va tornar a ésser elegida, fins que va morir. La congregació va créixer i la superiora va destacar per la seva virtut i la cura que tenia pels necessitats. Als 83 anys, va morir el 4 d'agost de 1940.

## Veneració
S'ha obert el procés de beatificació de Joaquima Barceló, a petició de la congregació d'Agustines de la Consolació de Manila a la diòcesi de Manila. La Congregació per a les Causes dels Sants li ha assignat el número de protocol 2472. El 18 de juny de 2002 fou declarada serventa de Déu i el 2005 es va donar per vàlida la investigació diocesana.
El desembre de 2012 Benedicte XVI la va incloure amb reconeixement de les virtuts heroiques, entre d'altres, en el mateix decret que també va proclamar venerable a Pau VI.